# 8842 Bennetmcinnes
8842 Bennetmcinnes eller 1990 KF är en asteroid i huvudbältet som upptäcktes den 20 maj 1990 av den australiensiske astronomen Robert H. McNaught vid Siding Spring-observatoriet. Den är uppkallad efter Bennet McInnes.
Asteroiden har en diameter på ungefär 5 kilometer.